# Persone di nome Jerry
| Questa pagina contiene informazioni ricavate automaticamente dalle voci biografiche con l'ausilio del template Bio e di un bot. L'aggiornamento è periodico e automatico e ricostruisce completamente la pagina. Se manca una persona in questa lista, sei pregato di non aggiungerla, ma accertati piuttosto che la sua voce biografica contenga il template Bio e che i dati anagrafici siano correttamente compilati. Se il template Bio manca, inseriscilo tu stesso o, in alternativa, metti l'avviso {{tmp\|Bio}} che ne segnala la mancanza. Se i dati riportati sono sbagliati, correggi direttamente la voce biografica; le modifiche saranno visibili in questa lista entro pochi giorni. Per chiarimenti vedi il progetto antroponimi. La lista contiene solo le 154 persone che sono citate nell'enciclopedia e per le quali è stato implementato correttamente il template Bio. Pagina aggiornata al 16 ott 2024. |

Questa è una lista di persone presenti nell'enciclopedia che hanno il prenome Jerry, suddivise per attività principale.

## Allenatori di calcio(1)
- Jerry Allen, allenatore di calcio e ex calciatore salomonese (n. 1979)

## Allenatori di pallacanestro(2)
- Jerry Reynolds, allenatore di pallacanestro e dirigente sportivo statunitense (French Lick, n. 1944)
- Jerry Tarkanian, allenatore di pallacanestro statunitense (Euclid, n. 1930 - Las Vegas, † 2015)

## Artisti marziali misti(1)
- Jerry Bohlander, artista marziale misto statunitense (n. 1974)

## Astronauti(2)
- Jerry Linenger, ex astronauta e medico statunitense (Eastpointe, n. 1955)
- Jerry Lynn Ross, ex astronauta statunitense (Crown Point, n. 1948)

## Attori(17)
- Jerry Adler, attore e regista teatrale statunitense (New York, n. 1929)
- Jerry Colonna, attore statunitense (Boston, n. 1904 - Woodland Hills, † 1986)
- Jerry Doyle, attore statunitense (New York, n. 1956 - Las Vegas, † 2016)
- Jerry Ferrara, attore statunitense (Brooklyn, n. 1979)
- Jerry Hardin, attore statunitense (Dallas, n. 1929)
- Jerry Hoffmann, attore, sceneggiatore e regista tedesco (Berlino, n. 1989)
- Jerry Houser, attore e doppiatore statunitense (Los Angeles, n. 1952)
- Jerry Maren, attore statunitense (Lynn, n. 1920 - La Jolla, † 2018)
- Jerry Mastrodomenico, attore italiano (Modena, n. 1968)
- Jerry O'Connell, attore statunitense (New York, n. 1974)
- Jerry Potenza, attore e comico italiano (Vietri di Potenza, n. 1960)
- Jerry Shea, attore statunitense (Houston, n. 1980)
- Jerry Supiran, attore statunitense (Arcadia, n. 1973)
- Jerry Trimble, attore, artista marziale e stuntman statunitense (Newport, n. 1961)
- Jerry Van Dyke, attore statunitense (Danville, n. 1931 - Malvern, † 2018)
- Jerry Wasserman, attore statunitense (Cincinnati, n. 1945)
- Jerry Ver Dorn, attore statunitense (Sioux Falls, n. 1949 - Sparta, † 2022)

## Attori pornografici(1)
- Jerry Butler, attore pornografico statunitense (New York, n. 1959 - New York, † 2018)

## Bassisti(1)
- Jerry Scheff, bassista statunitense (n. 1941)

## Batteristi(4)
- Jerry Edmonton, batterista canadese (Oshawa, n. 1946 - Santa Barbara, † 1993)
- Jerry Fuchs, batterista statunitense (n. 1974 - Brooklyn, † 2009)
- Jerry Nolan, batterista statunitense (New York, n. 1946 - New York, † 1992)
- Jerry Allison, batterista, cantante e cantautore statunitense (Hillsboro, n. 1939 - Lyles, † 2022)

## Bobbisti(1)
- Jerry Tennant, bobbista statunitense (n. 1938 - † 2024)

## Calciatori(16)
- Jerry Akaminko, ex calciatore ghanese (Accra, n. 1988)
- Jerry Bengtson, calciatore honduregno (Santa Rosa de Aguán, n. 1987)
- Jerry Donga, calciatore salomonese (n. 1991)
- Jerry de Jong, ex calciatore olandese (Paramaribo, n. 1964)
- Jerry Wiltshire, calciatore anglo-verginiano (Londra, n. 1996)
- Jerry Lalrinzuala, calciatore indiano (Mizoram, n. 1998)
- Jerry Lucena, ex calciatore danese (Esbjerg, n. 1980)
- Jerry Mawihmingthanga, calciatore indiano (Mizoram, n. 1997)
- Jerry Ortíz, calciatore colombiano (Cali, n. 1992)
- Jerry Palacios, calciatore honduregno (La Ceiba, n. 1982)
- Jerry Prempeh, calciatore ghanese (Kumasi, n. 1988)
- Jerry Sikhosana, ex calciatore sudafricano (n. 1969)
- Jerry Stokes, ex calciatore britannico (n. 1964)
- Jerry Vandam, calciatore francese (Lilla, n. 1988)
- Jerry Voutilainen, calciatore finlandese (Kuopio, n. 1995)
- Jerry Yates, calciatore inglese (Doncaster, n. 1996)

## Cantanti(4)
- Jerry Adriani, cantante, showman e attore brasiliano (San Paolo, n. 1947 - Rio de Janeiro, † 2017)
- Jerry Vale, cantante statunitense (New York City, n. 1932 - Palm Desert, † 2014)
- Jerry Yan, cantante e attore taiwanese (Taoyuan, n. 1977)
- Jerry Lee Lewis, cantante e pianista statunitense (Ferriday, Louisiana, n. 1935 - Nesbit, Mississippi, † 2022)

## Cantautori(3)
- Jerry Abbott, cantautore e produttore discografico statunitense (Abilene, n. 1942 - Denton, † 2024)
- Jerry Reed, cantautore e attore statunitense (Atlanta, n. 1937 - Nashville, † 2008)
- Jerry Jeff Walker, cantautore e chitarrista statunitense (Oneonta, n. 1942 - Austin, † 2020)

## Cestisti(20)
- Jerry Baskerville, ex cestista statunitense (Filadelfia, n. 1951)
- Jerry Bird, cestista statunitense (Corbin, n. 1935 - Corbin, † 2017)
- Jerry Boutsiele, cestista francese (Courcouronnes, n. 1992)
- Jerry Dover, cestista statunitense (n. 1949 - † 2000)
- Jerry Eaves, ex cestista e allenatore di pallacanestro statunitense (Louisville, n. 1959)
- Jerry Fowler, cestista statunitense (Boonville, n. 1927 - Marshall, † 2008)
- Jerry Green, ex cestista statunitense (Pomona, n. 1980)
- Jerry Grote, ex cestista statunitense (Montebello, n. 1940)
- Jerry Johnson, ex cestista statunitense (Lancaster, n. 1982)
- Jerry Lucas, ex cestista statunitense (Middletown, n. 1940)
- Jerry McCullough, ex cestista, allenatore di pallacanestro e dirigente sportivo statunitense (New York, n. 1973)
- Jerry Pender, ex cestista statunitense (n. 1950)
- Jerry Pettway, ex cestista statunitense (Detroit, n. 1944)
- Jerry Reynolds, ex cestista e allenatore di pallacanestro statunitense (Brooklyn, n. 1962)
- Jerry Rook, cestista statunitense (Jonesboro, n. 1943 - Jonesboro, † 2019)
- Jerry Sichting, ex cestista e allenatore di pallacanestro statunitense (Martinsville, n. 1956)
- Jerry Smith, cestista statunitense (Wauwatosa, n. 1987)
- Jerry Stackhouse, ex cestista e allenatore di pallacanestro statunitense (Kinston, n. 1974)
- Jerry Steele, cestista e allenatore di pallacanestro statunitense (Elkin, n. 1939 - † 2021)
- Jerry Lee Wells, cestista statunitense (Glasgow, n. 1944 - Glasgow, † 2014)

## Chitarristi(3)
- Jerry Cantrell, chitarrista, cantante e cantautore statunitense (Tacoma, n. 1966)
- Jerry Donahue, chitarrista statunitense (Manhattan, n. 1946)
- Jerry Garcia, chitarrista, cantante e compositore statunitense (Oakland, n. 1942 - Lagunitas-Forest Knolls, † 1995)

## Compositori(4)
- Jerry Bock, compositore e poeta statunitense (New Haven, n. 1928 - Mount Kisco, † 2010)
- Jerry Fielding, compositore statunitense (Pittsburgh, n. 1922 - Toronto, † 1980)
- Jerry Goldsmith, compositore e direttore d'orchestra statunitense (Pasadena, n. 1929 - Beverly Hills, † 2004)
- JerryC, compositore e chitarrista taiwanese (Taipei, n. 1981)

## Coreografi(1)
- Jerry Mitchell, coreografo e regista teatrale statunitense (Paw Paw, n. 1960)

## Disc jockey(1)
- Jerry Blavat, disc jockey statunitense (Filadelfia, n. 1940 - Filadelfia, † 2023)

## Doppiatori(1)
- Jerry Tondo, doppiatore e attore statunitense (San Francisco, n. 1950)

## Filosofi(1)
- Jerry Fodor, filosofo statunitense (New York, n. 1935 - Manhattan, † 2017)

## Fisici(1)
- Jerry Olson, fisico statunitense

## Fondisti(1)
- Jerry Ahrlin, ex fondista svedese (n. 1978)

## Fumettisti(4)
- Jerry Kramsky, fumettista e scrittore italiano (Voghera, n. 1953)
- Jerry Ordway, fumettista statunitense (n. 1957)
- Jerry Robinson, fumettista statunitense (Trenton, n. 1922 - New York, † 2011)
- Jerry Siegel, fumettista statunitense (Cleveland, n. 1914 - Los Angeles, † 1996)

## Giocatori di baseball(1)
- Jerry Blevins, ex giocatore di baseball statunitense (Johnson City, n. 1983)

## Giocatori di football americano(14)
- Jerry Butler, ex giocatore di football americano statunitense (Ware Shoals, n. 1957)
- Jerry Golsteyn, ex giocatore di football americano statunitense (West Allis, n. 1954)
- Jerry Gray, ex giocatore di football americano statunitense (Lubbock, n. 1962)
- Jerry Hill, ex giocatore di football americano statunitense (Torrington, n. 1939)
- Jerry Hughes, giocatore di football americano statunitense (Sugar Land, n. 1988)
- Jerry Jacobs, giocatore di football americano statunitense (Atlanta, n. 1997)
- Jerry Jeudy, giocatore di football americano statunitense (Deerfield Beach, n. 1999)
- Jerry Logan, ex giocatore di football americano statunitense (Graham, n. 1941)
- Jerry Rhome, ex giocatore di football americano statunitense (Dallas, n. 1942)
- Jerry Rice, ex giocatore di football americano statunitense (Starkville, n. 1962)
- Jerry Robinson, ex giocatore di football americano statunitense (San Francisco, n. 1956)
- Jerry Stovall, ex giocatore di football americano statunitense (West Monroe, n. 1941)
- Jerry Tagge, ex giocatore di football americano statunitense (Omaha, n. 1950)
- Jerry Tillery, giocatore di football americano statunitense (Shreveport, n. 1996)

## Golfisti(1)
- Lanny Wadkins, golfista statunitense (Richmond, n. 1949)

## Hockeisti su ghiaccio(1)
- Jerry Pollastrone, hockeista su ghiaccio statunitense (Revere, n. 1986)

## Imprenditori(4)
- Jerry Colangelo, imprenditore, dirigente sportivo e allenatore di pallacanestro statunitense (Chicago Heights, n. 1939)
- Jerry Jarrett, imprenditore e wrestler statunitense (Nashville, n. 1942 - † 2023)
- Jerry Reinsdorf, imprenditore e avvocato statunitense (New York, n. 1936)
- Jerry Yang, imprenditore e informatico taiwanese (Taipei, n. 1968)

## Lottatori(1)
- Jerry Winholtz, lottatore statunitense (Mount Pleasant, n. 1874 - † 1962)

## Militari(1)
- Jerry Rawlings, militare e politico ghanese (Accra, n. 1947 - Accra, † 2020)

## Modelle(1)
- Jerry Hall, ex modella e attrice statunitense (Gonzales, n. 1956)

## Musicisti(1)
- Jerry Butler, musicista, produttore discografico e politico statunitense (Sunflower, Mississippi, n. 1939)

## Pallavolisti(1)
- Jerry Rinoldo, pallavolista italiano (Ribera, n. 1977)

## Parolieri(1)
- Jerry Leiber, paroliere statunitense (Baltimora, n. 1933 - Los Angeles, † 2011)

## Pastori protestanti(1)
- Jerry Falwell, pastore protestante statunitense (Lynchburg, n. 1933 - Lynchburg, † 2007)

## Piloti automobilistici(1)
- Jerry Cook, pilota automobilistico e dirigente sportivo statunitense (Lockport, n. 1943)

## Politici(5)
- Jerry Carl, politico statunitense (Mobile, n. 1958)
- Jerry Costello, politico statunitense (East St. Louis, n. 1949)
- Jerry Kleczka, politico statunitense (Milwaukee, n. 1943 - Madison, † 2017)
- Jerry Pettis, politico statunitense (Phoenix, n. 1916 - Banning, † 1975)
- Jerry Rubin, politico e attivista statunitense (Cincinnati, n. 1938 - Los Angeles, † 1994)

## Poliziotti(1)
- Jerry Parr, poliziotto statunitense (Montgomery, n. 1930 - Washington, † 2015)

## Produttori cinematografici(1)
- Jerry Schilling, produttore cinematografico statunitense (Memphis, n. 1942)

## Produttori discografici(2)
- Jerry Duplessis, produttore discografico e compositore haitiano (Port-au-Prince, n. 1975)
- Jerry Finn, produttore discografico statunitense (Ventura, n. 1969 - Los Angeles, † 2008)

## Pugili(2)
- F.X. Toole, pugile, allenatore di pugilato e scrittore statunitense (Long Beach, n. 1930 - Torrance, † 2002)
- Jerry Quarry, pugile statunitense (Pittsburgh, n. 1945 - Templeton, † 1999)

## Rapper(1)
- Kokane, rapper statunitense (Pomona, n. 1971)

## Registi(7)
- Jerry Hopper, regista statunitense (Guthrie, n. 1907 - San Clemente, † 1988)
- Jerry Jameson, regista, produttore televisivo e montatore statunitense (Los Angeles, n. 1934)
- Jerry Levine, regista e attore statunitense (New Brunswick, n. 1957)
- Jerry London, regista e produttore televisivo statunitense (Los Angeles, n. 1947)
- Jerry Schatzberg, regista e fotografo statunitense (New York, n. 1927)
- Jerry Zaks, regista e attore tedesco (Stoccarda, n. 1946)
- Jerry Zucker, regista, sceneggiatore e produttore cinematografico statunitense (Milwaukee, n. 1950)

## Registi teatrali(1)
- Jerry Ciccoritti, regista teatrale e regista cinematografico canadese (Toronto, n. 1956)

## Rugbisti a 15(1)
- Jerry Collins, rugbista a 15 neozelandese (Apia, n. 1980 - Béziers, † 2015)

## Scrittori(3)
- Jerry Jay Carroll, scrittore e giornalista statunitense (New York)
- Jerry B. Jenkins, scrittore statunitense (Michigan, n. 1949)
- Jerry Spinelli, scrittore statunitense (Norristown, n. 1941)

## Scrittori di fantascienza(1)
- Jerry Pournelle, autore di fantascienza, saggista e giornalista statunitense (Shreveport, n. 1933 - Studio City, † 2017)

## Tenori(1)
- Jerry Hadley, tenore statunitense (Manlius, n. 1952 - Poughkeepsie, † 2007)

## Trombettisti(1)
- Jerry Weiss, trombettista statunitense (New York, n. 1946)

## Violinisti(1)
- Jerry Goodman, violinista statunitense (Chicago, n. 1949)

## Wrestler(3)
- Jerry Blackwell, wrestler statunitense (Stone Mountain, n. 1949 - Cumming, † 1995)
- Jerry Lawler, wrestler e personaggio televisivo statunitense (Memphis, n. 1949)
- Jerry Stubbs, ex wrestler statunitense (Georgia, n. 1951)

## Senza attività specificata(4)
- Jerry Beck, storico del cinema, saggista e blogger statunitense (New York, n. 1955)
- Jerry Essan Masslo,  sudafricano (Umtata, n. 1959 - Villa Literno, † 1989)
- Jerry Nelson, burattinaio statunitense (Tulsa, n. 1934 - Capo Cod, † 2012)
- Jerry Thomas,  statunitense (Sackets Harbor, n. 1830 - New York, † 1885)